# Косматос, Джордж
Джо́рдж Пан Косма́тос (англ. George Pan Cosmatos, греч. Γεώργιος Πάνος Κοσμάτος, 4 января 1941 — 19 апреля 2005) — американский кинорежиссёр итало-греческого происхождения.

## Биография
Родился во Флоренции, Италия. Вырос в Египте и на Кипре. Закончил Лондонский университет (специальность — международное право) и Лондонскую киношколу (London Film School). Владел 6 языками.
Первый фильм — «Любимая» (The Beloved) (1971), снятый на Кипре, с Ракель Уэлч в главной роли. Второй фильм — «Убийство в Риме», с Марчелло Мастроянни в главной роли.
Умер Джордж Косматос 19 апреля 2005 года, в своем доме в Виктории, провинции Британская Колумбия, Канада, от рака лёгких. У него остался сын, Панос Косматос, который также как и отец стал кинорежиссёром, сняв такие фильмы как  «По ту сторону чёрной радуги» и «Мэнди».

## Фильмография
- 1971 — Любимая
- 1973 — Убийство в Риме
- 1976 — Перевал Кассандры
- 1979 — Бегство к Афине
- 1983 — Неизвестная тварь
- 1985 — Рэмбо: Первая кровь 2
- 1986 — Кобра
- 1989 — Левиафан
- 1993 — Тумстоун: Легенда Дикого Запада
- 1997 — Теневой заговор

## Заметки
1. ↑  Более известен как Джо́рдж П. Косма́тос (англ. George P. Cosmatos)